# Speedy Claxton
Craig "Speedy" Claxton (Hempstead, Nova Iorque, 8 de maio de 1978) ex-jogador de basquete norte-americano que atuava como armador na NBA. Foi draftado em 2000, pelo Philadelphia 76ers e sua última equipe foi o Atlanta Hawks em 2009.
Atualmente trabalha como assistente técnico do Hofstra Pride na Colonial Athletic Association.